# ネットサーフィン
ネットサーフィン (Net Surfing、ネットサーフ) は、ウェブページの閲覧において、各ページを興味の赴くまま次々に表示して閲覧（ブラウジング）していく行動のこと。この様子を波から波へと渡るサーフィンに見立てた造語で、電子掲示板についても言える。インターネットが普及し始めた1990年代から一般的な用語となった。

## 概要
インターネットサービスプロバイダに勤務したジーン・アーモア・ポリー (Jean Armour Polly) が、1992年に雑誌への寄稿で「インターネットをサーフィンする (surfing the Internet)」という表現を用いたのが起源とされる。また、1991年～92年にかけてUsenetで同様の言葉が散見されたとも言われる。当時目新しい用語であった「World Wide Web」の「Web」を語感が近い「wave」にかけたという説もある。Wikipedia上でも、ワード毎にタグ付けができるため、「Wikipedia上でのサーフィン」もWikisurfということもある。
1種類のサイトを見る場合、「○○サーフィン」と、サイトの種類を「○○」の部分に入れていうこともある（ブログサーフィンなど）。